# Eleccions a les Corts Valencianes de 1999
Les Eleccions a les Corts Valencianes de 1999 se celebraren en maig. En un cens de 3.361.989 votants, els votants foren 2.279.805 (67,8%) i 1.082.184 abstencions (32,2%). El Partit Popular va vèncer per majoria absoluta i el popular Eduardo Zaplana fou novament investit president de la Generalitat Valenciana.
Els candidats a president de la Generalitat Valenciana varen ser:
- pel Partit Popular, Eduardo Zaplana.
- pel Partit Socialista Obrer Espanyol-Progressistes, Antoni Asunción.
- per Esquerra Unida del País Valencià, Joan Ribó.
- per Unió Valenciana, Hèctor Villalba.
- pel Bloc Nacionalista Valencià-Els Verds, Pere Mayor.

## Resultats
| Total País Valencià |                                                                     |                                                                     |                                                                     |                                                                     |               |              |            |           |             |
| Cens                | Cens                                                                | Cens                                                                | Cens                                                                | Participació                                                        | Participació  | Participació | Abstenció  | Abstenció | Abstenció   |
| Cens                | Cens                                                                | Cens                                                                | Cens                                                                | Vots                                                                | Vots          | Percentatge  | Vots       | Vots      | Percentatge |
| 3.361.989           | 3.361.989                                                           | 3.361.989                                                           | 3.361.989                                                           | 2.279.805                                                           | 2.279.805     | 67,81%       | 1.082.184  | 1.082.184 | 32,19%      |
| Vots totals         |                                                                     |                                                                     |                                                                     |                                                                     |               |              |            |           |             |
| Vàlids              | Vàlids                                                              | Vàlids                                                              | Vàlids                                                              | Vàlids                                                              | Vàlids        | Vàlids       | Nuls       | Nuls      | Nuls        |
| 2.266.275           | 2.266.275                                                           | 2.266.275                                                           | 2.266.275                                                           | 99,41%                                                              | 99,41%        | 99,41%       | Nuls       | Nuls      | Nuls        |
|                     | Vots a candidatures                                                 | Vots a candidatures                                                 | Percentatge                                                         | Vots en blanc                                                       | Vots en blanc | Percentatge  | Nuls       | Nuls      | Nuls        |
|                     | 2.231.107                                                           | 2.231.107                                                           | 98,45%                                                              | 35.168                                                              | 35.168        | 1,55%        | 13.530     | 13.530    | 0,59%       |
| Candidatures        |                                                                     |                                                                     |                                                                     |                                                                     |               |              |            |           |             |
| Candidatura         | Candidatura                                                         | Candidatura                                                         | Candidatura                                                         | Candidatura                                                         | Vots          | %            | Diferència | Diputats  | Diferència  |
|                     | Partido Popular (PP)                                                | Partido Popular (PP)                                                | Partido Popular (PP)                                                | Partido Popular (PP)                                                | 1.085.011     | 48,63%       | +5,35%     | 49        | +7          |
|                     | Partido Socialista Obrero Español-Progresistas (PSOE-P)             | Partido Socialista Obrero Español-Progresistas (PSOE-P)             | Partido Socialista Obrero Español-Progresistas (PSOE-P)             | Partido Socialista Obrero Español-Progresistas (PSOE-P)             | 768.548       | 34,45%       | -8,84%     | 35        | +3          |
|                     | Esquerra Unida del País Valencià (EUPV)                             | Esquerra Unida del País Valencià (EUPV)                             | Esquerra Unida del País Valencià (EUPV)                             | Esquerra Unida del País Valencià (EUPV)                             | 137.212       | 6,15%        | -5,51%     | 5         | -5          |
|                     | Unió Valenciana (UV)                                                | Unió Valenciana (UV)                                                | Unió Valenciana (UV)                                                | Unió Valenciana (UV)                                                | 106.119       | 4,76%        | -2,32%     | 0         | -5          |
|                     | Bloc Nacionalista Valencià-Els Verds (BNV-EV)                       | Bloc Nacionalista Valencià-Els Verds (BNV-EV)                       | Bloc Nacionalista Valencià-Els Verds (BNV-EV)                       | Bloc Nacionalista Valencià-Els Verds (BNV-EV)                       | 102.700       | 4,6%         | +1,86%     | 0         | =           |
|                     | Alternativa Comunidad Valenciana (ACV)                              | Alternativa Comunidad Valenciana (ACV)                              | Alternativa Comunidad Valenciana (ACV)                              | Alternativa Comunidad Valenciana (ACV)                              | 6.146         | 0,28%        | +0,28%     | 0         | =           |
|                     | Centro Liberal (CL)                                                 | Centro Liberal (CL)                                                 | Centro Liberal (CL)                                                 | Centro Liberal (CL)                                                 | 4.813         | 0,22%        | +0,22%     | 0         | =           |
|                     | Los Verdes Ecologistas Pacifistas (LVE)                             | Los Verdes Ecologistas Pacifistas (LVE)                             | Los Verdes Ecologistas Pacifistas (LVE)                             | Los Verdes Ecologistas Pacifistas (LVE)                             | 4.176         | 0,19%        | +0,19%     | 0         | =           |
|                     | Unión Centrista-Centro Democrático y Social (UC-CDS)                | Unión Centrista-Centro Democrático y Social (UC-CDS)                | Unión Centrista-Centro Democrático y Social (UC-CDS)                | Unión Centrista-Centro Democrático y Social (UC-CDS)                | 2.978         | 0,13%        | -0,1%      | 0         | =           |
|                     | Falange Española de las JONS (FE-JONS)                              | Falange Española de las JONS (FE-JONS)                              | Falange Española de las JONS (FE-JONS)                              | Falange Española de las JONS (FE-JONS)                              | 2.973         | 0,13%        | +0,05%     | 0         | =           |
|                     | Iniciativa Independiente (II)                                       | Iniciativa Independiente (II)                                       | Iniciativa Independiente (II)                                       | Iniciativa Independiente (II)                                       | 2.524         | 0,11%        | +0,11%     | 0         | =           |
|                     | Partido Humanista (PH)                                              | Partido Humanista (PH)                                              | Partido Humanista (PH)                                              | Partido Humanista (PH)                                              | 2.253         | 0,1%         | +0,07%     | 0         | =           |
|                     | Esquerra Nacionalista Valenciana (ENV)                              | Esquerra Nacionalista Valenciana (ENV)                              | Esquerra Nacionalista Valenciana (ENV)                              | Esquerra Nacionalista Valenciana (ENV)                              | 2.070         | 0,09%        | -0,09%     | 0         | =           |
|                     | Izquierda Republicana Federal-Partido Republicano Federal (IRF-PRF) | Izquierda Republicana Federal-Partido Republicano Federal (IRF-PRF) | Izquierda Republicana Federal-Partido Republicano Federal (IRF-PRF) | Izquierda Republicana Federal-Partido Republicano Federal (IRF-PRF) | 1.660         | 0,07%        | +0,07%     | 0         | =           |
|                     | Organización Independiente Valenciana (OIV)                         | Organización Independiente Valenciana (OIV)                         | Organización Independiente Valenciana (OIV)                         | Organización Independiente Valenciana (OIV)                         | 1.316         | 0,06%        | +0,06%     | 0         | =           |
|                     | Liga Autónoma Española (LAE)                                        | Liga Autónoma Española (LAE)                                        | Liga Autónoma Española (LAE)                                        | Liga Autónoma Española (LAE)                                        | 608           | 0,03%        | +0,01%     | 0         | =           |

## Diputats electes
| PP | PSPV-PSOE | EUPV |
| Alacant 1. José Joaquín Ripoll Serrano 2. Carmen Galipienso Calatayud 3. Juan Manuel Cabot Saval 4. Macarena Montesinos de Miguel 5. José Cholbi Diego 6. María Carmen Nácher Pérez 7. Rafael Maluenda Verdú 8. María Josefa García Herrero 9. Manuel Ortuño Cerdá-Cerdá 10. Francisca Pérez Barber 11. Juan Antonio Rodríguez Marín 12. Luis Concepción Moscardó 13. Pedro Hernández Mateo 14. María Estela Canales Martínez-Pinna 15. Manuel Pérez Fenoll 16. José Antonio Rovira Jover Castelló 1. Carlos Fabra Carreras 2. Fernando Vicente Castelló Boronat 3. María Ascensión Figueres Górriz 4. Alejandro Font de Mora Turón 5. José Luis Ramírez Sorribes 6. Luis Tena Ronchera 7. Rosa María Barrieras Mombrú 8. Ricardo Costa Climent 9. Ángel Miguel Barrachina Ros 10. Antonio Fornás Tuzón 11. Laura Gómez Abego 12. Manuel Prieto Honorato València 1. Eduardo Zaplana Hernández-Soro 2. María Rita Barberá Nolla 3. José Luis Olivas Martínez 4. Maria Àngels Ramón-Llin Martínez 5. Manuel Tarancón Fandos 6. Susana Camarero Benítez 7. Serafín Castellano Gómez 8. Marcela Miró Pérez 9. José Rafael Díez Cuquerella 10. Alicia de Miguel García 11. Martín Luis Quirós Palau 12. Esther Franco Aliaga 13. Antonio Clemente Olivert 14. María Carmen Mas Rubio 15. José Manuel Botella Crespo 16. Alejandra Climent Jordá 17. Joaquín Soler Garibo 18. Encarna Cervera Mañas 19. David Francisco Serra Cervera 20. Desamparados Sancho Vicente 21. Rafael Ferraro Sebastiá | Alacant 1. Antonio Moreno Carrasco 2. María Dolores Mollá Soler 3. José Vicente Sanús Tormo 4. María Trinidad Amorós Fillol 5. Antonio Torres Salvador 6. María Moreno Ruiz 7. Eduardo Vicente Navarro 8. Consuelo Catalá Pérez 9. Luis Briñas López 10. José Pérez Grau 11. Ramón Berenguer Prieto 12. Carmen Osuna Cubero Castelló 1. Joaquín Puig Ferrer 2. María Mercedes Sanchordi García 3. Francesc Colomer Sánchez 4. Joaquín González Sospedra 5. Gema Torres Zaragoza 6. Daniel Gozalbo Bellés 7. Avel·lí Roca Albert 8. Cristina Lozano Salvador 9. Carmina Martinavarro Molla València 1. Antonio Asunción Hernández 2. Cristina Moreno Fernández 3. Antoni Lozano Pastor 4. María José Mendoza García 5. Jesús Ros Piles 6. Andrés Perelló Rodríguez 7. Josefa Andrés Barea 8. Carmen Ninet Peña 9. Baltasar Vives Moncho 10. Carmen Begoña Gómez-Marco Pérez 11. María Antonia de Armengol Criado 12. José Camarasa Albertos 13. Vicente Sarriá Morell 14. Joan Francesc Peris García | Alacant 1. Juan Antonio Oltra Soler 2. Ángela Llinares Lorca Castelló 1. Ramón Cardona Pla València 1. Joan Ribó Canut 2. Dolors Pérez i Martí |